# Liste des mots-clés du BASIC Microsoft
Voici la liste des mots-clés standard du BASIC Microsoft classés par thème :

## Instructions de base
- PRINT : affiche un message à l'écran
- INPUT : entrée utilisateur
- LET : affecte une expression à une variable
- GOTO : branchement inconditionnel
- GOSUB : branchement à un sous-programme
- RETURN : retour d'un sous-programme
- FOR : début d'une boucle
- NEXT : fin d'une boucle
- IF : début d'une condition
- THEN : après une condition, instructions exécutées si condition vraie
- ELSE : après THEN, instructions exécutées si condition fausse

## Affichage spécifique
- PRINT USING : affichage formaté
- SPC : permet d'insérer des espaces (s'utilise avec PRINT)
- TAB : permet d'afficher un message dans une colonne donnée (s'utilise avec PRINT)

## Instructions et fonctions de traitement de chaînes de caractères
- MID$ : remplacement d'une chaîne par une autre

## Fonctions numériques
- INT : partie entière d'un nombre

## Fichiers
- OPEN : ouvre un fichier

## Fonctions liées à l'assembleur
- PEEK : lit une case mémoire
- POKE : écrit une case mémoire
- EXEC : exécute un routine en langage machine

## Commandes d'édition
- LOAD : charge un programme en mémoire
- SAVE : sauve un programme en mémoire
- MERGE : fusionne un programme en mémoire